# Geoffrey Hill
Geoffrey Hill (Bromsgrove, 18 giugno 1932 – 30 giugno 2016) è stato un poeta britannico fondatore co-direttore dell'Editorial Institute alla Boston University.

## Biografia
Geoffrey Hill nacque a Bromsgrove, in Inghilterra, nel 1932. Quando aveva sei anni, la sua famiglia si trasferì nei pressi di Fairfield (Worchestershire), dove frequentò la scuola elementare locale. Nel 1950 fu ammesso Keble College di Oxford per studiare inglese, dove pubblicò le sue prime poesie nel 1952, all'età di venti anni.
Dopo essersi laureato a Oxford, Hill intraprese una carriera accademica, insegnando all'University of Leeds dal 1954 fino 1980. Dopo aver lasciato Leeds, passò un anno all'University of Bristol prima di diventare un insegnante all'Emmanuel College di Cambridge, dove insegnò dal 1981 fino al 1988. Si trasferì negli Stati Uniti, dove diventò professore di letteratura e religione alla Boston University. Nel 2006, tornò a Cambridge.
Hill è stato sposato con Alice Goodman, con cui ha avuto una figlia.

## Opere
- For the Unfallen (1958)
- King Log (1968)
- Mercian Hymns (1971)
- Tenebrae (1978)
- The Mystery of the Charity of Charles Péguy (1983)
- New and Collected Poems (1994)
- Canaan (1997)
- The Triumph of Love (1998)
- Speech! Speech! (2000)
- The Orchards of Syon (2002)
- Scenes from Comus (2005)
- Without Title (2006)
- Selected Poems (2006)
- A Treatise of Civil Power (2005)
- A Treatise of Civil Power (2007)

## Premi e riconoscimenti
- 1969: vincitore dell'Hawthornden Prize con King Log[2]
- 1969: vincitore del Geoffrey Faber Memorial Prize con King Log[3]
- 1971: vincitore del Costa Book Awards, nella categoria "Poesia" con Mercian Hymns[4]
- 1979: vincitore del Duff Cooper Prize, con Tenebrae[5]